# Bulgariens filmhistorie
|  | Maskinoversættelse og/eller tvivlsomt indhold Denne sides indhold bærer præg af at være en maskinoversættelse og/eller meget dårligt og uklart formuleret. Det vurderes at sproget er så dårligt og eventuelt forkert eller til at misforstå, at det bør omskrives eller oversættes på ny. Du kan hjælpe med at oversætte til korrekt dansk i denne og lignende artikler. Hvis dette ikke sker inden for kort tid, kan en sletning komme på tale. Se evt. denne sides diskussionsside eller i artikelhistorikken. |

Bulgariens filmhistorie begynder i 1915, da de første spillefilm blev produceret i landet.
Bulgarsk film er kendt for det banebrydende arbejde af instruktører som Donyo Donev inden for animation. Optagelserne og visningen af Vasil Gendovs film Balgaran e galant (da.: Bulgarere er galante) (1915) anses for at være begyndelsen på bulgarsk kinematografi. Historisk set er bulgarske film blevet kendt for deres realisme, sociale temaer og tekniske innovation.[kilde mangler]
Fra 1915 til 1948, hvor filmproduktionen blev nationaliseret, blev der lavet 55 film, men produktionen bremsede efter begyndelsen af Anden Verdenskrig. Under den kommunistiske regeringer under Fædrelandsfronten fik film med et historisk fokus større støtte. Det største studie på det tidspunkt var Boyana Film Studio.
Der var pr. 2022 produceret 98 bulgarske film, herunder 24 spillefilm.
Bemærkelsesværdige bulgarske filminstruktører er Rangel Vulchanov, Christo Christov og Georgi Djulgerov. Andre vigtige filmskabere er Kristina Grozeva og Petar Valchanov, som instruerede den Krystal Globe-vindende film Bashtata (da.: Faderen) (2019), og Theodore Ushev, hvis film Blind Vaysha (2016) blev nomineret til en Oscar. Bulgarske skuespillere, der har opnået kritisk succes og verdensomspændende anerkendelse, omfatter Nina Dobrev og Maria Bakalova.
Golden Rose Film Festival blev afholdt første gang i 1961 og var den største bulgarske filmfestival gennem det 20. århundrede. I 1997 blev Sofia Film Festival afholdt for første gang. I 2007 inkluderede Variety den på sin liste over de 50 bedste filmfestivaler.